# Cúp quốc gia Wales 1950–51
Cúp quốc gia Wales FAW 1950–51 là mùa giải thứ 64 của giải đấu bóng đá loại trực tiếp hàng năm dành cho các đội bóng ở Wales.

## Từ viết tắt
Tên giải đấu nằm sau tên các câu lạc bộ.
- CCL - Cheshire County League
- FL D2 - Football League Second Division
- FL D3N - Football League Third Division North
- FL D3S - Football League Third Division South
- SFL - Southern Football League

## Vòng Năm
Vòng này có sự tham gia của 8 đội thắng ở vòng Bốn và 6 đội bóng mới.
| Số thứ tự trận | Đội nhà          | Tỉ số | Đội khách  |
| -------------- | ---------------- | ----- | ---------- |
| 1              | Chester (FL D3N) | 2–1   | Rhyl (CCL) |

## Vòng Sáu
Vòng này có sự tham gia của 7 đội thắng ở vòng Năm và 1 đội bóng mới.
| Số thứ tự trận | Đội nhà              | Tỉ số | Đội khách        |
| -------------- | -------------------- | ----- | ---------------- |
| 1              | Merthyr Tydfil (SFL) | 5–2   | Chester (FL D3N) |

## Bán kết
Cardiff City và Wrexham thi đấu tại Shrewsbury, cả hai trận của Newport County và Merthyr Tydfil đều diễn ra tại Cardiff.
| Số thứ tự trận | Đội nhà                 | Tỉ số | Đội khách            |
| -------------- | ----------------------- | ----- | -------------------- |
| 1              | Cardiff City (FL D2)    | 1–0   | Wrexham (FL D3N)     |
| 2              | Newport County (FL D3S) | 1–1   | Merthyr Tydfil (SFL) |
| đá lại         | Newport County (FL D3S) | 1–4   | Merthyr Tydfil (SFL) |

## Chung kết
Trận Chung kết và trận đá lại đều được tổ chức tại Swansea.
| Số thứ tự trận | Đội nhà              | Tỉ số | Đội khách            |
| -------------- | -------------------- | ----- | -------------------- |
| 1              | Merthyr Tydfil (SFL) | 1–1   | Cardiff City (FL D2) |
| đá lại         | Merthyr Tydfil (SFL) | 3–2   | Cardiff City (FL D2) |